# مارگاریتا لیویوا
مارگاریتا ولادیمیروفنا لیویوا (به انگلیسی: Margarita Vladimirovna Levieva) (به روسی: Маргарита Владимировна Левиева) (زاده ۹ فوریه ۱۹۸۰) بازیگر روسی-آمریکایی است.
از فیلم‌های معروف او می‌توان به سرزمین ماجراجویی (۲۰۰۹) و گسترش اشاره کرد.